# Мархем — Джебель-Алі (конденсатопровід)
Мархем — Джебель-Алі (конденсатопровід) — трубопровід, за допомогою якого забезпечили вивіз конденсату з родовища Мархем в еміраті Дубай (Об'єднані Арабські Емірати).
У 1984 році почалась розробка газоконденсатного родовища Мархем. Створені на ньому потужності призначались для вилучення води та конденсату, після чого останній спрямовувався по спеціальному трубопроводу довжиною 68 км та діаметром 400 мм до узбережжя, в Джебель-Алі (можливо відзначити, що перші кілька років отриманий після вилучення конденсату газ закачували назад у пласт, проте з 1989-го його також почали доправляти по газопроводу до Джебель-Алі). Вибір такої схеми пояснювався наявністю в порту Джебель-Алі терміналу для експорту конденсату, отриманого на газопереробному заводі Джебель-Алі.
Експорт конденсату тривав по 1999-й рік, коли в Джебель-Алі став до ладу нафтопереробний завод, який спеціалізується на цій легкій фракції рідких вуглеводнів. Втім, ресурс з Мархема міг покрити лише незначну частину потреб НПЗ у сировині, оскільки протягом чверті століття після початку розробки родовища видобуток тут конденсату коливався в межах 20 — 25 тисяч барелів на добу при потужності НПЗ у 120 тисяч барелів.